# Onychogomphus forcipatus
Onychogomphus forcipatus là loài chuồn chuồn trong họ Gomphidae. Loài này được Linnaeus mô tả khoa học đầu tiên năm 1758.

## Hình ảnh

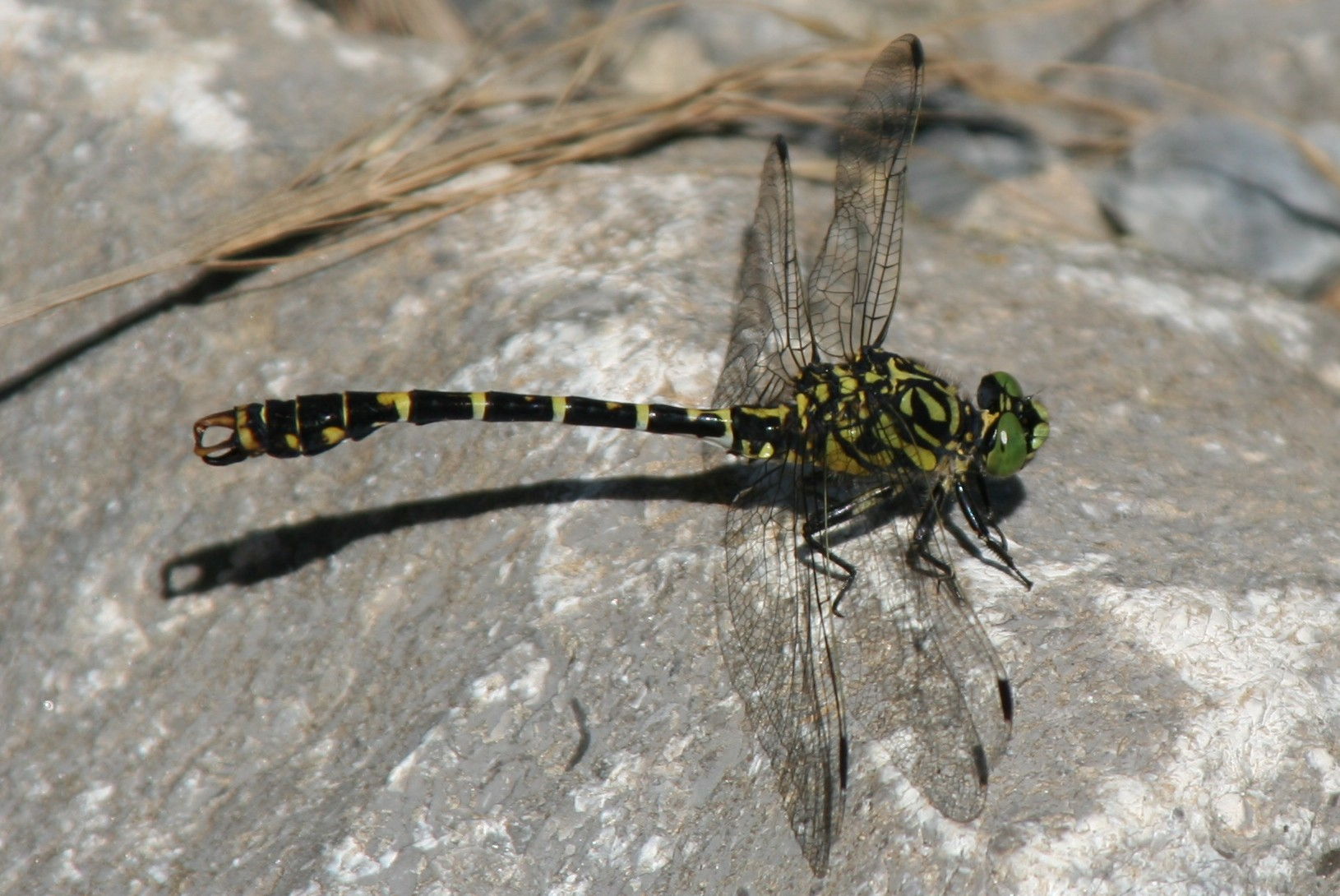
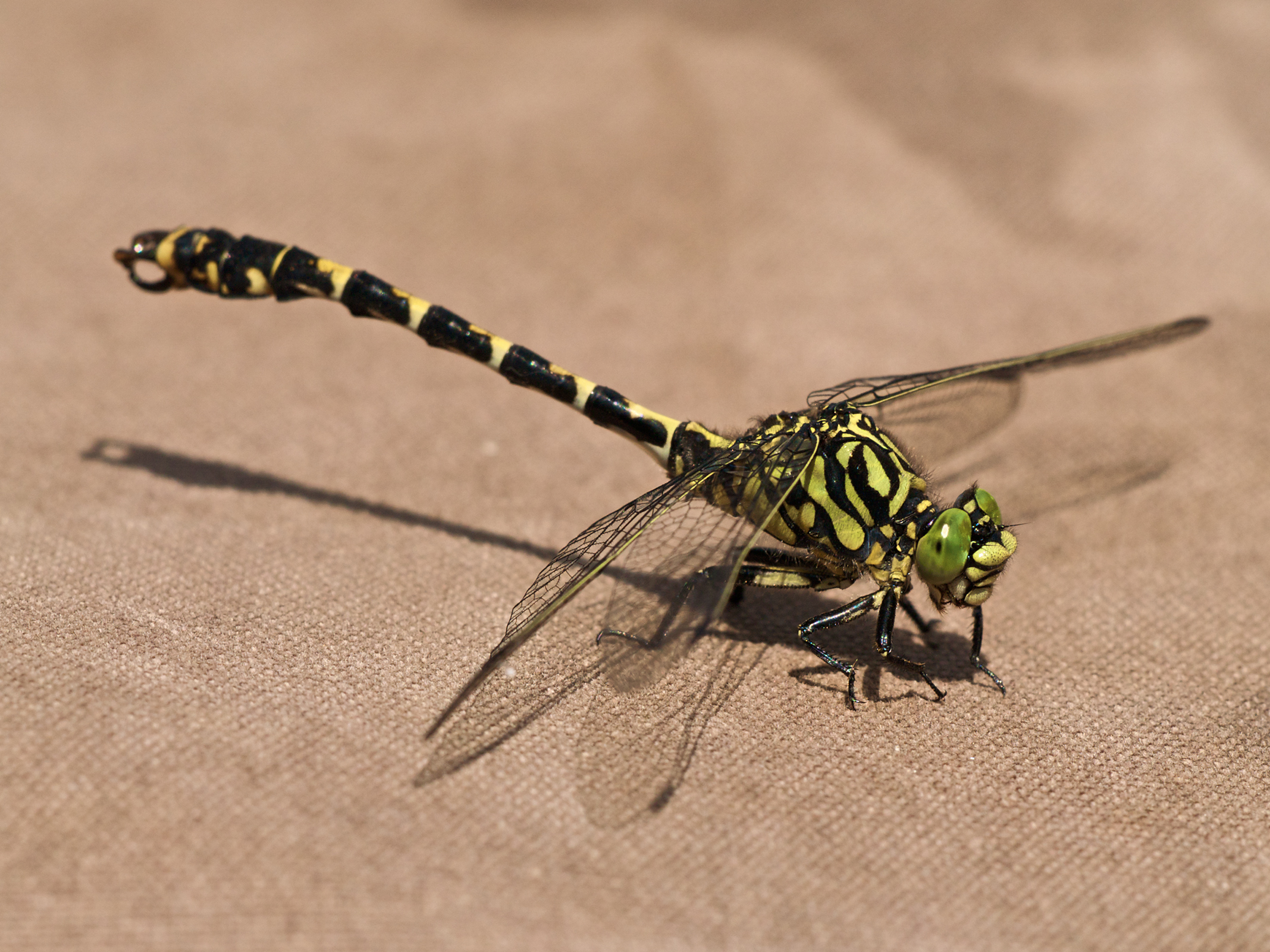
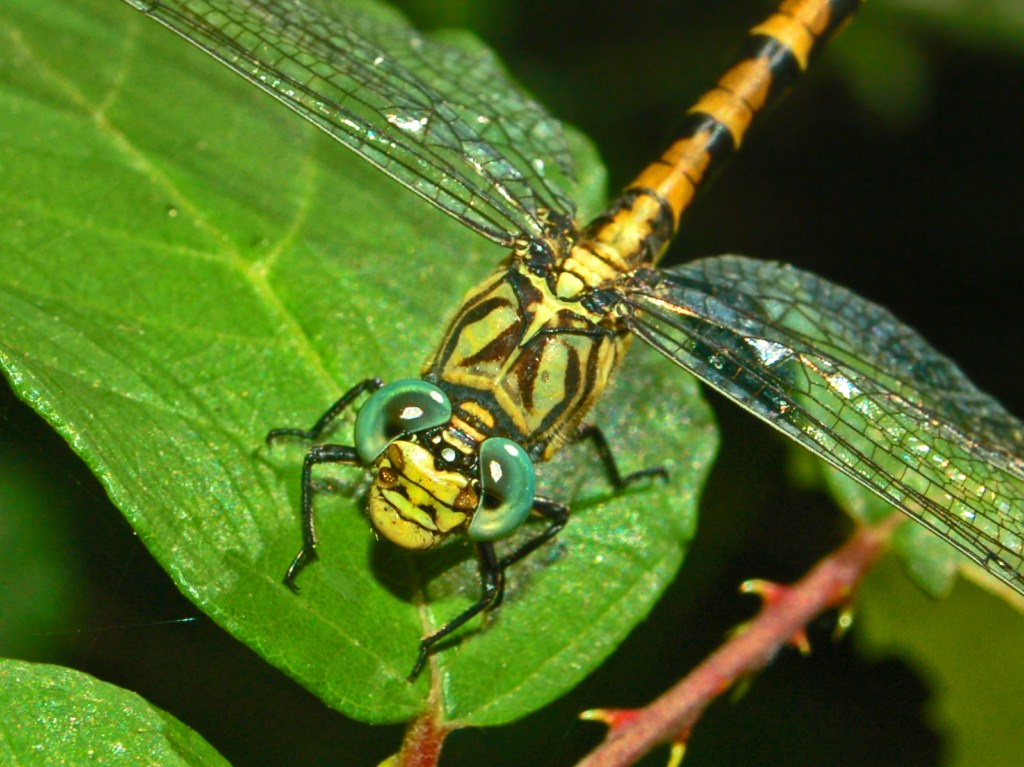
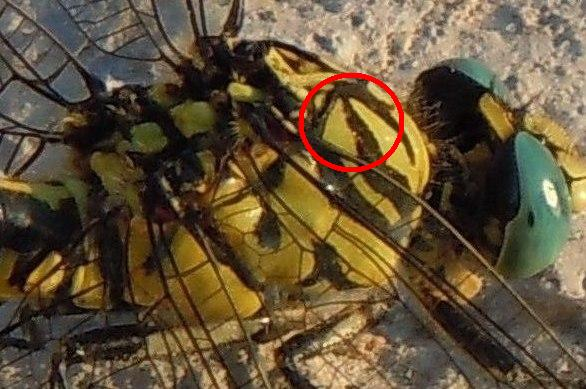